# Katalitički receptor
Katalitički receptor (receptor vezan za enzim) je transmembranski receptor kod koga vezivanje ekstracelularnog liganda uzrokuje enzimatsku aktivnost na intracelularnoj strani. Stoga je katalitički receptor integralni membranski protein koji poseduje enzimatske katalitičke i receptorske funkcije.
Oni imaju tri domena, ekstracelularni domen za koji se vezuje ligand i intracelularni domen, koji vrši katalitičku funkciju; i transmembranski heliks. Signalni molekuli se vezuju za receptor na spoljašnjoj strani ćelije i uzrokuju konformacione promene na katalitičkom segmentu receptora lociranom unutar ćelije.
Primeri receptorske enzimatske aktivnosti obuhvataju:
- Receptorska tirozinska kinaza, kao u receptorima fibroblastnih faktora rasta. Većina receptora vezanih za enzime su ovog tipa.[3]
- Serin/treonin-specifična proteinska kinaza, kao u koštanom morfogenetičkom proteinu
- Guanilatna ciklaza, kao u receptoru atrijalnog natriuretskog faktora

## Tipovi
Sledeći spisak sadrži pet glavnih familija katalitičkih receptora:
| Familija                                              | Član                                        | Gen | Katalitička aktivnost         | Endogeni ligandi                                                                     | Sintetički ligandi                                        |
| ----------------------------------------------------- | ------------------------------------------- | --- | ----------------------------- | ------------------------------------------------------------------------------------ | --------------------------------------------------------- |
| Erb                                                   | ErbB1 (Receptor epidermalnog faktora rasta) |     | tirozinska kinaza ЕЦ 2.7.10.1 | Epidermalni faktor rasta, amfiregulin, betacelulin, epigen, epiregulin, HB-EGF, TGFa | GW583340, gefitinib, erlotinib, tirfostini AG879 i AG1478 |
| Erb                                                   | ErbB2                                       |     | "                             |                                                                                      |                                                           |
| Erb                                                   | ErbB3                                       |     | "                             | NRG-1, NRG-2                                                                         | GW583340, gefitinib, erlotinib, tirfostini AG879 i AG1478 |
| Erb                                                   | ErbB4                                       |     | "                             | Betacellulin, epiregulin, HB-EGF, NRG-1, NRG-2, NRG-3, NRG-4                         | GW583340, gefitinib, erlotinib, tirfostini AG879 i AG1478 |
| GDNF (neurotrofni faktor izveden iz glijalnih ćelija) | GFRa1                                       |     | "                             | GDNF > neurturin > artemin                                                           |                                                           |
| GDNF (neurotrofni faktor izveden iz glijalnih ćelija) | GFRa2                                       |     | "                             | Neurturin > GDNF                                                                     |                                                           |
| GDNF (neurotrofni faktor izveden iz glijalnih ćelija) | GFRa3                                       |     | "                             | Artemin                                                                              |                                                           |
| GDNF (neurotrofni faktor izveden iz glijalnih ćelija) | GFRa4                                       |     | "                             | Persefin                                                                             |                                                           |
| NPR (natriuretski peptidni receptor)                  | NPR1                                        |     | guanililna ciklaza EC 4.6.1.2 | Atrijalni natriuretski peptid                                                        |                                                           |
| NPR (natriuretski peptidni receptor)                  | NPR2                                        |     | "                             | C-tip natriuretskog peptida                                                          |                                                           |
| NPR (natriuretski peptidni receptor)                  | NPR3                                        |     | "                             | Atrijalni natriuretski peptid                                                        |                                                           |
| NPR (natriuretski peptidni receptor)                  | NPR4                                        |     | "                             | Uroguanilin                                                                          |                                                           |
| trk neurotrofinski receptor                           | TrkA                                        |     | tirozinska kinaza EC 2.7.10.1 | Nervni faktor rasta > NT-3                                                           | GW441756, tirfostin AG879                                 |
| trk neurotrofinski receptor                           | TrkB                                        |     | "                             | Neurotrofni moždani faktor, NT-4/NT-5 > NT-3                                         |                                                           |
| trk neurotrofinski receptor                           | TrkC                                        |     | "                             | NT-3                                                                                 |                                                           |
| trk neurotrofinski receptor                           | p75                                         |     | "                             | NGF, BDNF, NT3, NT4/5                                                                |                                                           |
| Tolični receptor                                      | TLR1                                        |     | "                             |                                                                                      |                                                           |
| Tolični receptor                                      | TLR2                                        |     | "                             | Peptidoglikan                                                                        |                                                           |
| Tolični receptor                                      | TLR3                                        |     | "                             | polyIC, poliinozin-policitozin                                                       |                                                           |
| Tolični receptor                                      | TLR4                                        |     | "                             | LPS, lipopolisaharid izveden iz Gram-negativnih bakterija                            |                                                           |
| Tolični receptor                                      | TLR5                                        |     | "                             | Flagelin                                                                             |                                                           |
| Tolični receptor                                      | TLR6                                        |     | "                             |                                                                                      |                                                           |
| Tolični receptor                                      | TLR7                                        |     | "                             |                                                                                      | rezikvimod, imikuimod                                     |
| Tolični receptor                                      | TLR8                                        |     | "                             |                                                                                      |                                                           |
| Tolični receptor                                      | TLR9                                        |     | "                             | CpG, DNA obogaćena citozinom: guanozinski parovi                                     |                                                           |
| Tolični receptor                                      | TLR10                                       |     | "                             |                                                                                      |                                                           |

## Spoljašnje veze
- Diagram at scq.ubc.ca